# Cinquecentina
La cinquecentina (pluriel; cinquecentine) est un terme italien pour désigner un ouvrage imprimé au XVIe siècle. 
Les livres imprimés jusqu'à l'année 1520 peuvent être, outre cinquecentine, aussi incunables (ou quattrocentine), à savoir des livres écrits avec la technique d'impression à caractères mobiles.

## Histoire
En Europe, c'est à Venise où se développe principalement l'impression des premiers livres. La présence de capitaux et de matière première, tel le papier, permet aux imprimeurs – dont le célèbre Alde l'Ancien – de compléter un certain nombre d'initiatives éditoriales. 
Compte tenu de l'effervescence culturelle qui régnait à cette époque dans la cité lagunaire, affluèrent à Venise des imprimeurs de toutes les parties d'Europe: de l'Allemagne, de la France, comme le célèbre Nicolas Jenson, et de diverses régions italiennes. Chaque typographe adopta un signe graphique particulier dit marca, qui identifiait les simples classifications bibliologiques des textes sur lesquels il était apposé.
De leurs presses sortaient des livres rares de différentes typologies: textes anciens de droit, livres rares de médecine, couteux missels finement décorés et livres liturgiques, mais aussi classiques, textes universitaires, opuscules, feuilles volantes,... autant  en latin qu'en langue vulgaire.
Les tirages allaient de quelques centaines à plusieurs milliers d'exemplaires et selon certaines estimations jusqu'à 30 000 et même 50 000 exemplaires.

## Sources
- (it) Cet article est partiellement ou en totalité issu de l’article de Wikipédia en italien intitulé « Cinquecentina » (voir la liste des auteurs).